# Natalie Morales (Schauspielerin)

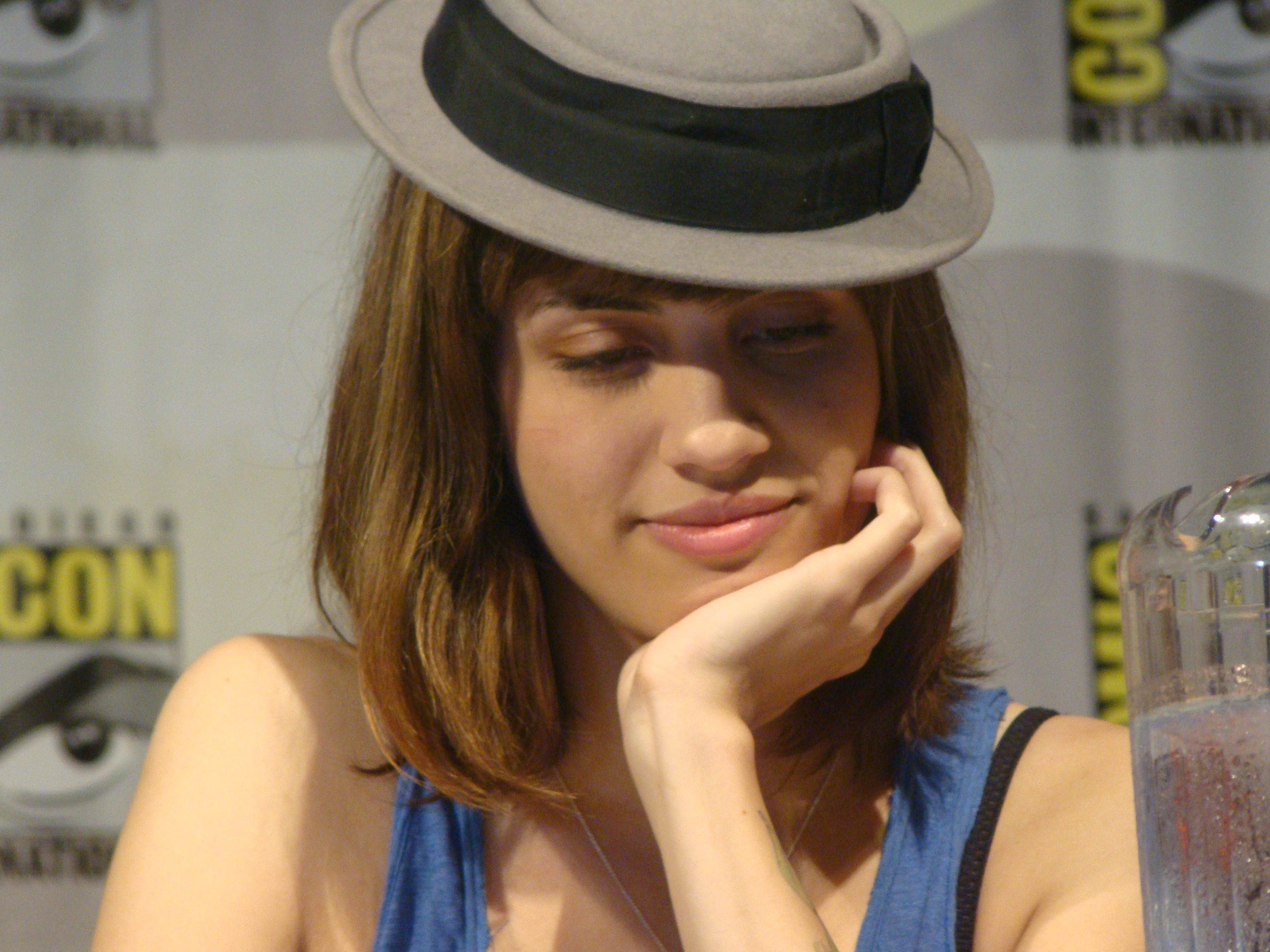
Natalie Morales (2009)

Natalie Morales (* 15. Februar 1985) ist eine US-amerikanische Schauspielerin kubanischer Herkunft. Bekannt wurde sie durch eine Hauptrolle in der Science-Fiction-Comedy-Fernsehserie The Middleman.

## Leben
Morales ist US-Amerikanerin kubanischer Abstammung und wuchs als Einzelkind auf. Während ihrer Schulzeit kam sie durch einen Schauspielkurs an ihrer Schule zur Schauspielerei. Sie begann ihre Karriere mit Rollen in verschiedenen Theaterstücken und Studentenfilmen.
Im Jahr 2006 erhielt sie eine kleine Rolle im Film Miami Vice und spielte im selben Jahr ihre erste Fernsehrolle in der Krimiserie CSI: Miami. Ebenfalls 2006 erschien mit Pimp my Ride – Das Spiel ein Videospiel zur MTV-Serie Pimp My Ride, in dem Morales mitwirkte. Ende 2007 produzierte sie zusammen mit Dane Hanson einen Pilotfilm für eine Low-Budget-Comedyserie namens Quitters, in der auch ihre The-Middleman-Kollegin Brit Morgan mitspielte. Er wurde online veröffentlicht und war auf dem Independent Television Festival 2008 in Los Angeles zu sehen.
2008 erhielt sie dann ihre erste Hauptrolle in der schrägen Science-Fiction-Comedy-Agentenserie The Middleman des amerikanischen Kabelsenders ABC Family. Dort spielte sie die Rolle der Wendy Watson, einer jungen Künstlerin, die zur Agentin und Alienjägerin wird.
Nachdem The Middleman nach einer Staffel abgesetzt worden war, übernahm sie 2009 eine Hauptrolle in der ersten Staffel der Krimiserie White Collar, nachdem sie zuerst nur für zwei Folgen als Gaststar gebucht war. Nach dem Finale der ersten Staffel wurde Morales aus ihrem Vertrag entlassen, da ihre Figur durch eine andere ersetzt wurde. Im März 2010 erhielt sie eine neue Rolle in mehreren Folgen der NBC-Serie Parks and Recreation.
Nachdem sie 2009 eine kleine Rolle in Oliver Stones Film Wall Street: Geld schläft nicht erhalten hatte, übernahm sie 2010 eine Rolle in der Komödie Verrückt nach Dir (Going the Distance). Nachdem Morales für die NBC-Sitcom Are You There, Chelsea? gecastet wurde und bereits in ersten Trailern zu sehen war, verlor sie die Rolle jedoch im Rahmen einer größeren Umbesetzung noch vor Ausstrahlungsbeginn wieder. 2012 hatte Morales Gastauftritte in mehreren Folgen in Aaron Sorkins Serie The Newsroom und der Serie 90210.

## Filmografie

### Als Darstellerin
- 2006: Miami Vice
- 2006: CSI: Miami (Fernsehserie, Folge 5x08 Darkroom)
- 2008: Quitters (Fernsehfilm)
- 2008: The Middleman (Fernsehserie, 12 Folgen)
- 2009: Boldly Going Nowhere (Fernsehfilm)
- 2009: Rockville CA (Fernsehserie, Folge 1x04 Shoegazed)
- 2009–2010: White Collar (Fernsehserie, 12 Folgen)
- 2010: The Time Machine
- 2010: Wall Street: Geld schläft nicht (Wall Street: Money Never Sleeps)
- 2010: The Subpranos (Fernsehserie, Folge 1x10 Gypsies, Tramps and Thieves)
- 2010: Verrückt nach Dir (Going the Distance)
- 2010–2011, 2015: Parks and Recreation (Fernsehserie, 12 Folgen)
- 2011: Freeloaders
- 2011: The Cape (Fernsehserie, Folge 1x07 The Lich: Part 1)
- 2011: 6 Month Rule
- 2012: The Newsroom (Fernsehserie, 2 Folgen)
- 2012: 90210 (Fernsehserie, 5 Folgen)
- 2013–2014: Trophy Wife (Fernsehserie, 14 Folgen)
- 2014–2015: Girls (Fernsehserie, Folgen 3x11–4x01)
- 2015–2016: The Grinder – Immer im Recht (The Grinder, Fernsehserie, 21 Folgen)
- 2016: Sharknado 4 (Fernsehfilm)
- 2017: Grace and Frankie (Fernsehserie, Folge 3x12 The Musical)
- 2017: Crashing (Fernsehserie, Folge 1x08 The Baptism)
- 2017: Powerless (Fernsehserie, 2 Folgen)
- 2017: Imaginary Mary (Fernsehserie, Folge 1x05 In a World Where Worlds Collide)
- 2017: Making History (Fernsehserie, Folge 1x08 The Duel)
- 2017: Battle of the Sexes – Gegen jede Regel (Battle of the Sexes)
- 2017–2019: Santa Clarita Diet (Fernsehserie, 11 Folgen)
- 2017–2018: BoJack Horseman (Fernsehserie, 4 Folgen, Stimme)
- 2018: Alex, Inc. (Fernsehserie, Folge 1x10 The Rube Goldberg Contraption)
- 2018: Room 104 (Fernsehserie, Folge 2x08 A Nightmare)
- 2018: Spider-Man: A New Universe (Stimme)
- 2018: Dream Corp LLC (Fernsehserie, Folge 2x05 Woomba)
- 2019: An Emmy for Megan (Fernsehserie, Folge 2x06 The Meggy's)
- 2019: Abby’s (Fernsehserie, 10 Folgen)
- 2019: Stuber – 5 Sterne Undercover (Stuber)
- 2019: Sunnyside (Fernsehserie, Folge 1x07 Pants Full of Sandwiches)
- 2019–2025: Harley Quinn (Fernsehserie, 8 Folgen, Stimme)
- 2020–2022: Dead to Me (Fernsehserie, 8 Folgen)
- 2020–2023: Solar Opposites (Fernsehserie, 4 Folgen, Stimme)
- 2021: The Little Things
- 2021: Language Lessons
- 2021: Happily
- 2021: Today's Special (Fernsehfilm)
- 2021–2022: Mr. Mayor (Fernsehserie, 2 Folgen)
- 2021–2023: Rugrats (Fernsehserie, 28 Folgen, Stimme)
- 2022–2025: Firebuds (Fernsehserie, 6 Folgen, Stimme)
- 2022: I'm Totally Fine
- 2023: Die verrückte Geschichte der Welt, Teil II (History of the World: Part II, Miniserie, Folge 2x01 I)
- 2023: If You Were the Last
- 2023: Self Reliance
- 2023: No Hard Feelings
- 2023: The Morning Show (Fernsehserie, 4 Folgen)
- 2024: My Dead Friend Zoe
- seit 2024: Grey’s Anatomy (Fernsehserie)
- 2025: Summer of 69

### Als Regisseurin
- 2018: Mr. Student Body President (Fernsehserie, 3 Folgen)
- 2018–2020: Room 104  (Fernsehserie, 2 Folgen)
- 2021: Language Lessons (auch Drehbuch)
- 2021: Plan B
- 2022: Mr. Mayor (Fernsehserie, Folge 2x09 The Recall)